# Spoorlijn Kolbäck - Ludvika
De spoorlijn Kolbäck - Ludvika (Zweeds: Bergslagspendeln) is een spoorlijn in het midden van Zweden in de provincies Västmanlands län en Dalarnas län. De lijn verbindt de plaatsen Kolbäck en Ludvika met elkaar.